# Crataegus alleghaniensis
Crataegus alleghaniensis är en rosväxtart som beskrevs av Chauncey Delos Beadle. Crataegus alleghaniensis ingår i hagtornssläktet som ingår i familjen rosväxter.

## Underarter
Arten delas in i följande underarter:
- C. a. extraria
- C. a. ignava
- C. a. mira